# Benczédi Sándor (színművész)
Benczédi Sándor (Parajd, 1945. július 31. – 2024. január 6.) magyar színész, a Veszprémi Petőfi Színház és a Szatmárnémeti Északi Színház örökös tagja. Benczédi Sándor szobrász fia, Benczédi Ilona és Benczédi József testvére.

## Életpályája
Édesapja Benczédi Sándor szobrászművész. A kolozsvári Báthory István Elméleti Líceumban érettségizett 1964-ben, amely akkoriban 11-es számú Középiskola néven működött. Színészi diplomáját Marosvásárhelyen, a Szentgyörgyi István Színművészeti Főiskolán 1969-ben vehette át.
Pályáját a Sepsiszentgyörgyi Állami Magyar Színházban kezdte. 1973-tól a Szatmárnémeti Északi Színházban szerepelt. 1986-ban települt át családjával Magyarországra, a veszprémi színházhoz Hegyeshalmi László szerződtette. Az 1989-90-es évadban a zalaegerszegi Hevesi Sándor Színházban játszott.
1990-től ismét veszprémi színművész, 2017-től a Veszprémi Petőfi Színház társulatának örökös tagja lett, 2018-ban pedig a Szatmárnémeti Északi Színház is örökös tagjává választotta.

## Fontosabb színházi szerepei
- Johann Wolfgang von Goethe: Kéz kezet mos... Alcest
- Plautus: A hetvenkedő katona... Palaestrio
- Euripidész: Elektra... Oresztész kísérője
- Molière: Tartuffe... Orgon
- Molière: Tudós nők... Vadus
- Molière: Képzelt beteg... Béralde, Argan öccse; Kolikaczius, orvos; Csavargó, közjegyző
- Makszim Gorkij: Éjjeli menedékhely... Vaszka Pepel
- Nyikolaj Vasziljevics Gogol – Rolf P. Parchwitz:: Revizor... Bunkóssy Tom, rendőrfőnök
- Fjodor Mihajlovics Dosztojevszkij – Dan Micu – Horia Lovinescu: Karamazovok... Rakityin
- Vlagyimir Vlagyimirovics Majakovszkij: Gőzfürdő... Momentalnyikov elvtárs, újságíró
- Anton Pavlovics Csehov: Három nővér... Nyikolaj Lvovics, báró, hadnagy; Fjodor Iljics Kuligin
- William Shakespeare: Rómeó és Júlia... Capulet; Lőrinc barát
- William Shakespeare: Szentivánéji álom... Vackor, ács; Théseus
- William Shakespeare: Vízkereszt, vagy amit akartok... Nemes Böffen Tóbiás, Olívia nagybátyja
- Henrik Ibsen: Peer Gynt... Haegstadi gazda; Dovre apó
- Henrik Ibsen: A vadkacsa... Pettersen, a nagykereskedő komornyikja
- Eugène Ionesco: Székek... Öregember
- Samuel Beckett: Godot-ra várva... Vladimir
- Tudor Popescu: A fiú, aki virágot hord a szájában... Duca
- Bertolt Brecht – Kurt Weill: Koldusopera... Smith
- George Bernard Shaw: Warrenné mestersége... Pread; Sir George Crofts
- G. B. Shaw – Alan Jay Lerner – Frederick Loewe: My fair lady... Alfred P. Doolittle
- Arthur Miller: Bűnbeesés után... Lou
- Edward Albee: Nem félünk a farkastól... Nick
- Bohumil Hrabal: Bambini di Praga... Direktor
- Sławomir Mrożek: Emigránsok... XX
- Marcel Achard: A bolond lány... Camille Sévigné, vizsgálóbíró
- John Millington Synge: A nyugati világ bajnoka... Mahon, Christopher apja
- Ken Kesey – Dale Wassermann: Kakukkfészek... Dr. Spive
- Neil Simon: Furcsa pár... Oscar Madison; Vinnie
- Neil Simon: Pletyka... Ernie Cusack
- Ray Cooney: Páratlan páros... Porterhouse felügyelő
- Ray Cooney: Család ellen nincs orvosság... Sir Willoughby Drake
- Pierre Barillet – Jean-Pierre Grédy: A kaktusz virága... Cochet úr, Julien betege
- Georges Feydeau: Bolha a fülbe... Carlos Homenides de Histongua
- Agatha Christie: Tíz kicsi néger... Blore
- Antoine de Saint-Exupéry: A kis herceg... Király
- Szigligeti Ede: Liliomfi... Kányai fogadós
- Csiky Gergely: Kaviár... Poroszkay Tivadar, patikus
- Nagy Ignác – Parti Nagy Lajos: Tisztújítás... Zabfalussy, köznemes
- Mikszáth Kálmán – Benedek András – Karinthy Ferenc: A Noszty fiú esete Tóth Marival... Homlódy János, földbirtokos
- Gárdonyi Géza: Ida regénye... Csorba Matyi
- Tersánszky Józsi Jenő: Kakuk Marci... Tömpe
- Kosztolányi Dezső: Édes Anna... Moviszter
- Molnár Ferenc: Doktor úr... Puzsér
- Molnár Ferenc: Egy, kettő, három... Főszabász; Divatárus
- Molnár Ferenc: Színház... Ügyelő; Dr. Jánossy
- Illyés Gyula: Dupla vagy semmi, azaz két életet vagy egyet se... Fogadós
- Németh László: Galilei... Sinceri páter fiscale, ügyész
- Móricz Zsigmond: Légy jó mindhalálig... Sarkadi tanár úr; Igazgató
- Weöres Sándor: A kétfejű fenevad... Windeczky, császári komisszárius
- Pilinszky János: Élőképek... szereplő
- Páskándi Géza: Átkozottak... Fiszku János, borbélydoktor
- Bíró Lajos: A rablólovag... Stefi gróf
- Örkény István: Macskajáték... Józsi
- Méhes György: Dupla kanyar... Viktor, orvos
- Sütő András: Vigyorgó búbánat... Csendőr
- Raffai Sarolta: Vasderes... Kelemen
- Szabó Magda: Régimódi történet... Apátplébános
- Csukás István: Mesélj, Münchhausen... Lyukasfejű generális; Török császár; Jegesmedve; Vulcanus
- Csukás István: Utazás a szempillám mögött... 1. seregély; 1. nyúl; 3. vakondok; Sánta kutya; 3. szónok; Igazgató
- Lázár Ervin: Bab Berci kalandjai... Lapázi Lopez
- Sultz Sándor – Szalay Krisztina: Csipkerózsikaland
- Urbán Gyula: Minden egér szereti a sajtot... Fehér egér apa
- Asztalos István: Az ördög három könnye... Király; Révész
- Csemer Géza: Dankó Pista... Salamon, kocsmáros
- Nádas Péter: Ünnepi színjátékok
- Deák Tamás: Az estély... A lord
- Szigethy Gábor: Bohócparádé... Auguszt
- Pozsgai Zsolt – Szilágyi Tibor: Vak Ond álma avagy milleniumi rémmesék
- Kocsis István: Tárlat az utcán... Egy férfi
- Kocsis István: Magellán... A pap
- Vándorfi László: Jézus Krisztus... Heródes
- Vándorfi László: Sobri Jóska
- Egressy Zoltán: Baleset... Pál, gyászoló apa
- Kis Csaba – William Shakespeare: Hazatérés Dániába... Polonius, főkamarás
- Jókai Mór – Nagy András – Tordy Géza: Az aranyember... Brazovics Athanáz
- Hervé: Nebáncsvirág... Alfréd Chateau-Gibou őrnagy
- Eisemann Mihály: Egy csók és más semmi... Dr. Sáfrány, válóperes ügyvéd
- Eisemann Mihály: Fiatalság bolondság... Szándék Lajos
- Eisemann Mihály: Én és a kisöcsém... Kelemen Félix
- Eisemann Mihály: Tokaji aszú... Hámory Alfonz
- Franz Schubert – Berté Henrik: Három a kislány... Tschöll papa
- Zerkovitz Béla – Szilágyi László: Csókos asszony... Kubanek
- Zágon István – Nóti Károly: Hyppolit, a lakáj... Makáts, főtanácsos
- Nóti Károly: Nyitott ablak... Őrnagy
- Lajtai Lajos – Békeffi István: A régi nyár... Trafina, azaz Trafik Aladár
- Szirmai Albert – Bakonyi Károly – Gábor Andor: Mágnás Miska... Mixi gróf
- Kálmán Imre: Csárdáskirálynő... Miska főpincér
- Horváth Péter – Presser Gábor – Sztevanovity Dusán: A padlás... Témüller
- Tolcsvay László – Müller Péter – Müller Péter Sziámi: Isten pénze... Iskolamester; Jonathan
- Joseph Stein – Fred Ebb – John Kander: Zorba... Mavrodani
- Joe Masteroff – John Kander – Fred Ebb: Kabaré... Schultz úr
- Fred Ebb – Bob Fosse – John Kander: Chicago... Rendőr
- Joseph Stein – Jerry Bock: Hegedűs a háztetőn... Lázár Wolf, mészáros
- Lionel Bart: Oliver!... Dr. Grimwig, orvos
- Adrian Dohotaru: Vizsgálat egy fiatalember ügyében... Vadim
- Eduardo Scarpetta: Rongy és címer... Vincenzo
- Kincses Elemér: Trójában hull a hó... Ipszosz, a gyáva
- Kincses Elemér: Ég a nap Seneca felett... Spector
- Aurel Baranga: Egy asszony élete... Az udvarló
- Alekszandr Gelman: Prémium... Ajzatullin
- Ben Hecht – Charles McArthur: A nap szenzációja... Hildy Johnson, a Herold riportere
- Peter Hacks: Columbus, avagy a hajó jegyében... Dr. Vincente Ferrer
- A. De Herz: Jó reggelt szerelem... Mircea Florini
- Francisc Munteanu: Az aranydukát... Erkélyes Jimi, betörő
- Dan Tarchila: A csók... Radu Orza, mérnök
- Mihail Sebastian: A sziget... Bob
- Mircea Radu Iacoban: Találkozó a motelben... Ion
- Wolf Mankowitz: A Pickwick klub... Dr. Slammer; Buzfuz, ügyvéd
- Karl Kraus: Az emberiség végnapjai... szereplő
- Brandon Thomas: Charley nénje... Nyugalmazott ezredes
- Emil Frantisek Burian: Svejk... Breitschneider
- Giulio Scarnacci – Renzo Tarabusi: Kaviár és lencse... Raimondo Vietoris, Nicola unokatestvére

## Filmek, tv
- Az utolsó nyáron (1991)
- Szamba (1996)
- A föld szeretője (2010)
- Pilinszky: Élőképek (színházi előadás tv-felvétele)
- Ionesco: Székek (színházi előadás tv-felvétele)
- A jegykezelő futása
- Cimbora
- A szalmabábuk lázadása

## Díjai, elismerései
- Veszprém Megyei Tanács - Nívódíj (1989)
- Petőfi-díj (1995)
- Veszprém Megye Érdemrendje (1995)
- A Veszprémi Petőfi Színház örökös tagja (2017)
- A Szatmárnémeti Északi Színház örökös tagja (2018)